# Wassil Kolarow

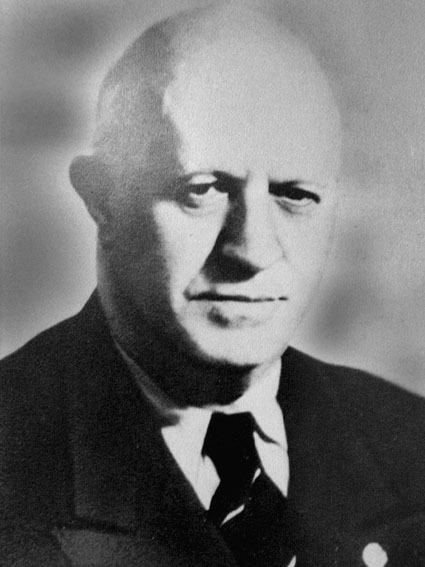
Wassil Kolarow

Wassil Petrow Kolarow (auch Vasil Petrov Kolarov geschrieben bulgarisch Васил Петров Коларов; * 16. Juli 1877 in Schumen; † 23. Januar 1950 in Sofia) war ein bulgarischer Politiker und ehemaliger Generalsekretär der Bulgarischen Kommunistische Partei (BKP), Vorsitzender des Provisorischen Präsidiums (Staatsoberhaupt) sowie Ministerpräsident.

## Biographie

### Mitbegründer der BKP und Exil in der Sowjetunion
Koloraw wurde bereits 1897 Mitglied der 1891 von Dimitar Blagoew gegründeten Bulgarischen Sozialdemokratischen Partei (BSDP). Später wurde er innerhalb der BDSP Führer der sogenannten bolschewistischen Neuen Sozialisten.
1913 wurde er erstmals zum Abgeordneten der Nationalversammlung gewählt, der er bis 1923 angehörte. 1919 gehörte er zu den Mitbegründern der Bulgarischen Kommunistische Partei (BKP). Auf dem Ersten Parteikongress wurde er neben Blagoew, der Parteivorsitzender wurde, zum Generalsekretär der BKP gewählt.
1921 und 1922 war er Delegierter der BKP auf den III. und IV. Weltkongressen der Kommunistischen Internationalen sowie dessen Generalsekretär. Darüber hinaus war er von 1922 bis 1943 Mitglied des Präsidiums der Komintern und befasste sich als solches auch mit der politischen Situation auf dem Balkan. Dieser Wunsch einer großen Balkanföderation scheiterten jedoch später aufgrund des Bruchs zwischen Josef Stalin und Josip Broz Tito.
Am 23. September 1923 war er neben Georgi Dimitrow Mitanführer des Aufstandes gegen die Regierung von Ministerpräsident Alexander Zankow. Nach der Niederschlagung des Aufstands ging er ins Exil nach Moskau, wo er als Astronom tätig war.
Nach der Kriegserklärung der Sowjetunion gegenüber dem Bulgarischen Zarenreich und dem anschließenden Einmarsch von Truppen der Roten Armee am 8. September 1944 kehrte er aus dem Moskauer Exil nach Bulgarien zurück. Am 15. Dezember 1945 wurde er zum Vorsitzender der Nationalversammlung gewählt.

### Volksrepublik Bulgarien
Nach der Gründung der Volksrepublik Bulgarien am 15. September 1946 nahm er schnell Spitzenämter innerhalb der Partei- und Staatsführung ein. Noch am Tage der Ausrufung der Volksrepublik wurde er zum Vorsitzender des Provisorischen Präsidiums und war als solcher bis zum 9. Dezember 1947 amtierender Staatspräsident.
In dieser Funktion ernannte er den ebenfalls aus dem Exil in Moskau zurückgekehrten Georgi Dimitrow zum Ministerpräsidenten.
Nach seinem Rücktritt als amtierender Staatspräsident wurde er von Ministerpräsident Dimitrow am 11. Dezember 1947 zum Außenminister in dessen Kabinett berufen. Dieses Amt hatte er bis zum 6. August 1949 inne.
Nach dem Tod von Dimitrow am 2. Juli 1949 berief ihn die Nationalversammlung zu dessen Nachfolger als Vorsitzender des Ministerrates. Zugleich wurde er wiederum auch zu dessen Nachfolger als Generalsekretär der BKP berufen. Wegen einer schweren Krankheit konnte er diese Ämter jedoch nicht ausüben, so dass de facto der Erste Stellvertretende Ministerpräsident Walko Tscherwenkow diese Ämter als Co-Parteivorsitzender wahrnahm.
Am 23. Januar 1950 verstarb er dann nach langer schwerer Krankheit in Sofia.
Sein Enkel, der ebenfalls Wassil Petrow Kolarow heißt, führt einen der Nachfolger der Bulgarischen kommunistischen Partei – die Partei der bulgarischen Kommunisten, die an der Bulgarischen linken Koalition teilnimmt.
Die Stadt Schumen war von 1950 bis 1965 nach ihm benannt.